# Pseudogaurax misceomaculatus
Pseudogaurax misceomaculatus är en tvåvingeart som beskrevs av Hall 1937. Pseudogaurax misceomaculatus ingår i släktet Pseudogaurax och familjen fritflugor. Inga underarter finns listade i Catalogue of Life.